# Rokitniczka
Rokitniczka (Acrocephalus schoenobaenus) – gatunek niewielkiego ptaka wędrownego z rodziny trzciniaków (Acrocephalidae), wcześniej zaliczany do pokrzewkowatych (Sylviidae).

## Występowanie

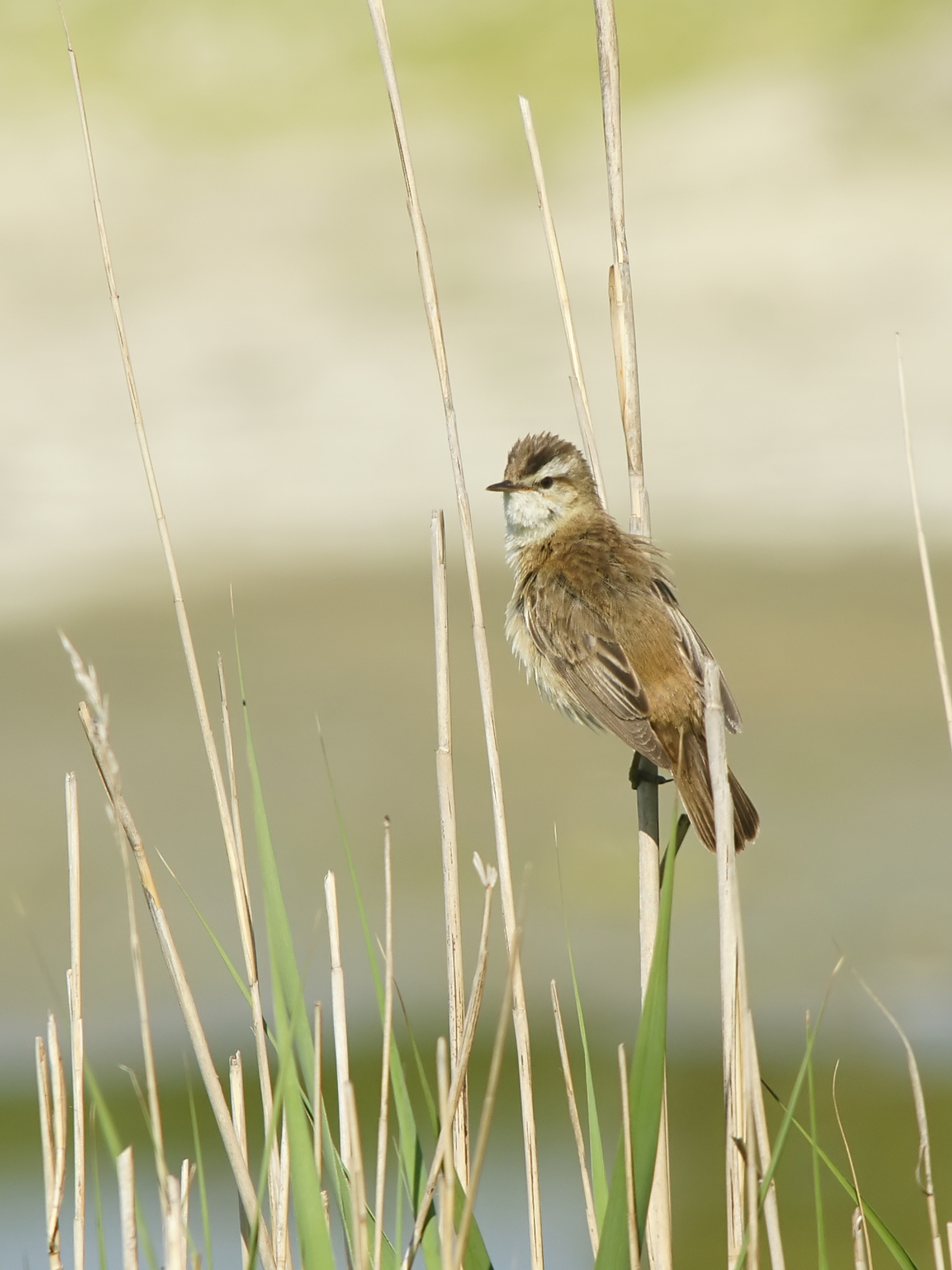
Samce wykonują swe śpiewy godowe z wysokich partii źdźbeł trzcin

Zamieszkuje Europę (poza jej południową i południowo-zachodnią częścią) oraz zachodnią Syberię do rzeki Jenisej. Zimuje w Afryce Subsaharyjskiej (oprócz części południowo-zachodniej). Przelatuje w kwietniu-maju oraz sierpniu-wrześniu. Nie wyróżnia się podgatunków.
W Polsce nieliczny ptak lęgowy niżu (lokalnie może być średnio liczny lub liczny). Występuje zazwyczaj do 300–500 m n.p.m., więc w górach i na wyżynach jej się zwykle nie spotyka (jest tam nieliczna). W Polsce rokitniczki najczęściej widuje się w podmokłych dolinach rzek Narwi i Biebrzy oraz na środkowych odcinkach Warty i Wisły. Liczne populacje zamieszkują porośnięte stawy i jeziora. Odloty trwają od sierpnia do początku października. W czasie migracji rokitniczki spotyka się licznie w całym kraju. Ostatnie osobniki notowano w drugiej połowie października. Zimą nigdy ich nie spotkano. Wśród trzech kreskowanych trzciniaków zamieszkujących Europę Środkową rokitniczka jest najpospolitsza.

## Charakterystyka

### Cechy gatunku
Drobny śpiewający ptak o delikatniejszej sylwetce od wróbla i od niego mniejszy. Obie płci ubarwione jednakowo. Wierzch głowy (kreskowana czapeczka) i grzbiet w charakterystyczne, jasnobrązowe i czarne szerokie paski tworzące smugi, nad okiem przebiega wyraźna biała brew. Wierzch ciała oliwkowobrązowy z ciemnym kreskowaniem. Skrzydła beżowobrązowe (również pokryte ciemnym kreskowaniem), część lotek ma białe brzegi. Spód ciała jasny – brzuch i gardło jednolicie żółtobiałe (w szacie godowej nie ma kreskowania), a boki bladopomarańczowe. Kuper jest rdzawo zabarwiony i nie ma plamkowania. Ubarwieniem przypomina wodniczkę.

### Zachowanie
Mało płochliwa, pozwala na obserwację z odległości nawet kilku kroków. Zwykle prowadzi jednak dość skryty tryb życia, więc swoją obecność zdradza zwykle śpiewem ze szczytu wyższej roślinności lub gdy podrywa się do krótkiego lotu godowego. W porównaniu z trzcinniczkiem i trzciniakiem wykazuje mniejsze przystosowanie do wspinania się po źdźbłach trzcin.

### Wymiary średnie
długość ciałaok. 13 cm
rozpiętość skrzydeł13–21 cm

### Masa ciała
ok. 9–15 g

### Głos
Rokitniczki wykonują żywą i urozmaiconą pieśń z długimi trelami i powtarzalnymi tonami. Usłyszeć można też imitacje głosów innych ptaków, np. łyski, pliszki siwej i jaskółek. Czasem można usłyszeć też warczące „skraaa”.

### Migracja
Nim rokitniczki wylecą na odległe zimowiska, bardzo efektywnie potrafią gromadzić zapasy tkanki tłuszczowej – podwajają wtedy swoją masę z ok. 10 do 20 g. Jesienna wędrówka liczy sobie 1600 km z Anglii do Hiszpanii i ptak pokonuje ją bez przystanku, lecąc z prędkością około 40 km/h. Przemierzenie tego dystansu kosztuje je 4 gramy masy. Gdy wypocznie, rusza dalej, przelatując nad Saharą 4000 km, nie robiąc po drodze przerw i tracąc w trakcie lotu cały zapas wody i tłuszczu. Gdy dolatuje już na docelowe zimowisko, waży znowu 10 g, a niekiedy nieco mniej.

## Biotop

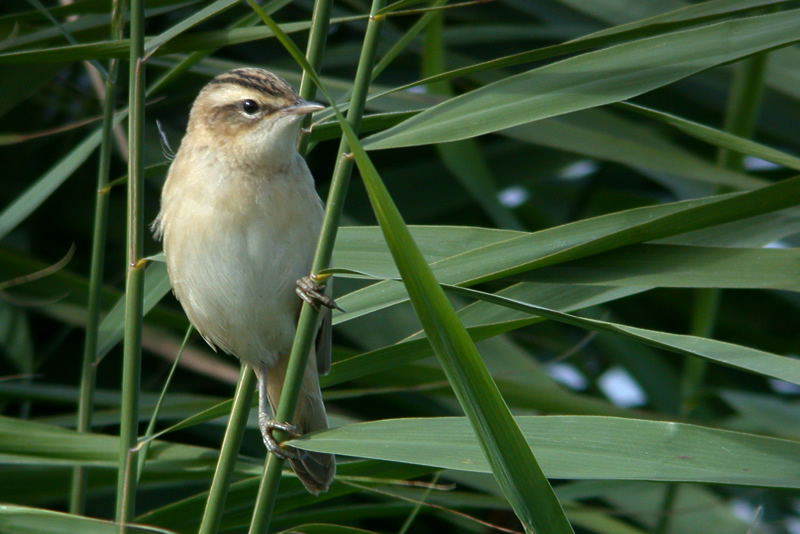
Rokitniczki przed jesiennym odlotem mogą 2-krotnie zwiększyć swoją masę ciała

Tereny podmokłe, dobrze nasłonecznione, brzegi jezior, stawów hodowlanych, torfowisk, rzek, bagna z gęstą roślinnością w postaci trzcin, turzyc, wysokich traw, łóz i tataraku. Może zasiedlać podmokłe zakrzaczone łąki i turzycowiska z rozproszonymi na nich wierzbowymi zaroślami, zarastające starorzecza, rowy, mokradła (również z wysokimi zakrzewieniami), podmokłe lasy, strefy przejściowe szuwarów (między suchym lądem a wodą), a nawet pola kukurydzy, zbóż i rzepaku położone daleko od wody. Zarośnięte rowy melioracyjne zasiedla jedynie, gdy brakuje jej odpowiednich siedlisk.

## Okres godowy
Trwa od maja do lipca. Wyprowadza 1–2 lęgi do roku – pierwszy w drugiej połowie maja, drugi od połowy do końca czerwca.

### Toki
Do Polski przylatuje od połowy kwietnia do maja. Terytorium lęgowe rokitniczki jest małe, pokrywa obszar do 20–40 m od gniazda. W swoim rewirze samiec wytrwale wykonuje swą pieśń, również nocami. W czasie wykonywania śpiewu samiec odbywa charakterystyczny lot. Wzbija się z wierzchołka źdźbła trzciny do góry, po czym spada ukośnie z szeroko rozłożonymi skrzydłami i szeroko rozpostartym ogonem na inne źdźbło. Czasem sadowi się w widocznym miejscu, na gałęzi lub trzcinie i stąd oznajmia o swoim terytorium. Godowe szczebiotanie ma dość skomplikowany, urozmaicony przebieg i zawiera naśladowcze motywy głosu innych ptaków przeplatane serią zgrzytów, treli i dzwonków. Jest przyjemny dla ludzkiego ucha.

### Gniazdo
W kępie turzyc, czasem w gałązkach niezbyt gęstego zeszłorocznego krzewu, leży nisko w roślinności zielnej lub w szuwarach, a nawet na ziemi. Ptaki nie przyczepiają gniazda do łodyg roślin, ale wciskają je między łodygi zeszłorocznej trzciny. W budowie uczestniczą oba ptaki, ale główny ciężar tej czynności ponosi samica. W zewnętrznej warstwie konstrukcji znajdują się suche źdźbła traw, liści i sitowia. Środkowa część składa się z bardziej miękkich źdźbeł traw, wełny roślinnej, mchu i włosia. Uwicie trawy przypomina kształtem czarkę.

### Jaja

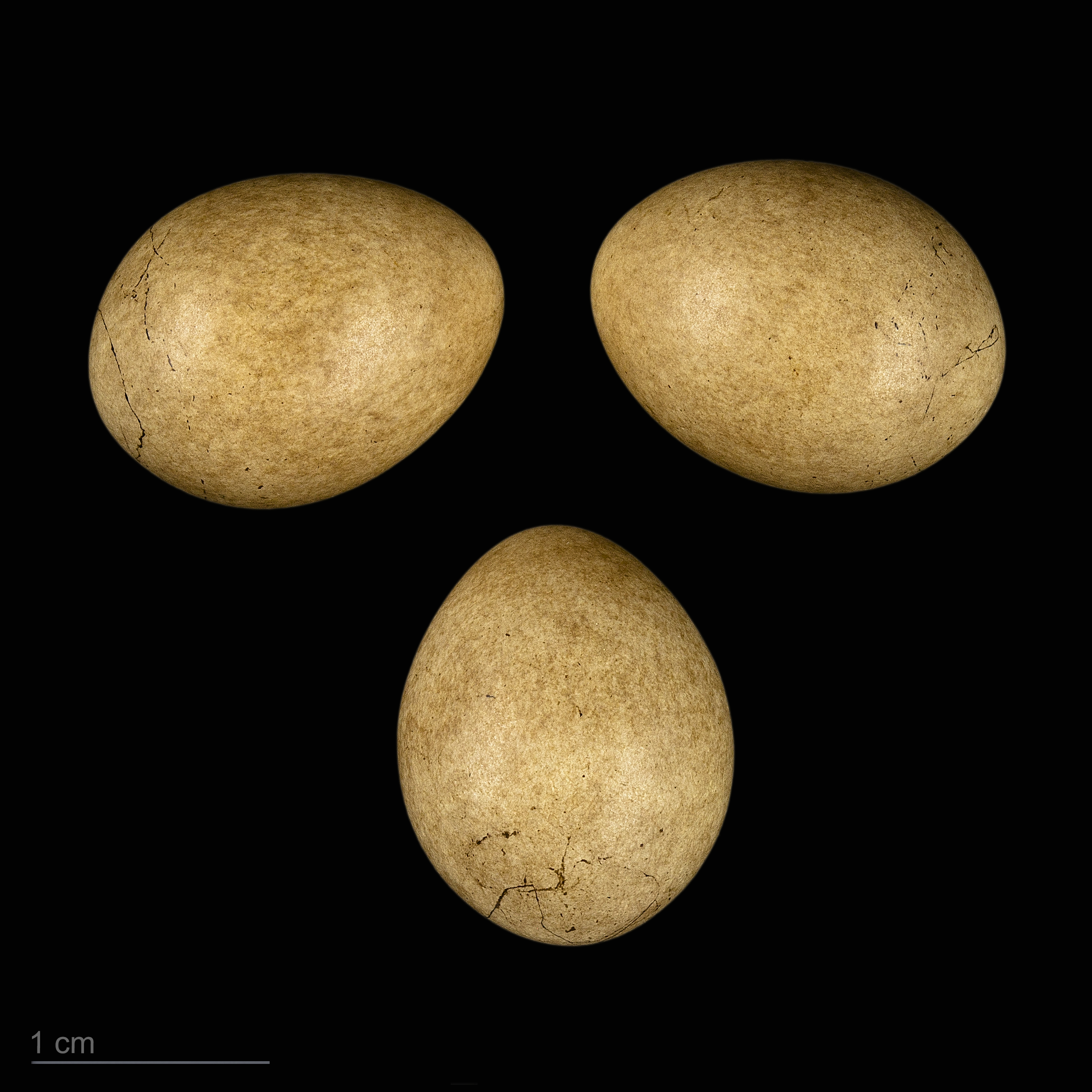
Jaja

Dwa lęgi w roku, z czego pierwszy w drugiej połowie maja, a drugi od połowy do końca czerwca. W zniesieniu 4–6 jaj, o średnich wymiarach 18×13 mm. Jaja na jasnym szarożółtym tle posiadają na tępym tle gęste, zlewające się brązowe i szarawe plamki o szerokości włosa.

### Wysiadywanie, pisklęta
Od złożenia ostatniego jaja trwa 13–15 dni. Wysiaduje głównie samica. Często wysiadują jajo kukułki. Pisklęta, gniazdowniki, mają żółtopomarańczowe wnętrza paszcz z jaśniejszym brzegiem. Na języku widać dwie dość długie czarne plamy. Młode opuszczają gniazdo po 10–12 dniach rodzicielskiej opieki ze strony obu partnerów. Nadal jednak pozostają w jego pobliżu, a rodzice karmią je przez kolejne 2 tygodnie. Gdy młode stają się już niezależne, para może zabrać się za wyprowadzenie drugiego lęgu. Rokitniczki we wrześniu i październiku odlatują na zimowiska leżące w Afryce Subsaharyjskiej. Ptaki te dożywają zwykle 7 lat.

## Pożywienie

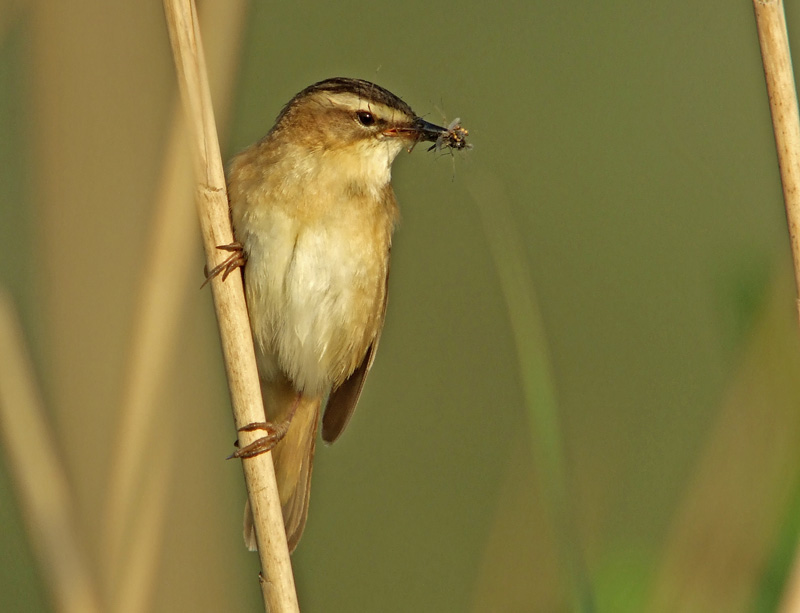
Rokitniczka ze zdobyczą

Drobne owady i bezkręgowce, a więc żywi się prawie wyłącznie pokarmem pochodzenia zwierzęcego. Gdy leci na zimowisko, zjada też jagody.

Rokitniczki mają swoje ulubione miejsca żerowania. Poczynione obserwacje wskazują, że owady najczęściej zbiera z roślin. Jeśli może, unika zbierania ich z powierzchni wody, ziemi. Rzadko też decyduje się na polowanie w powietrzu.

## Status i ochrona
IUCN uznaje rokitniczkę za gatunek najmniejszej troski (LC, Least Concern) nieprzerwanie od 1988 roku. Liczebność światowej populacji, obliczona w oparciu o szacunki organizacji BirdLife International dla Europy na rok 2015, zawiera się w przedziale 12–22 milionów dorosłych osobników. Trend liczebności populacji uznawany jest za stabilny.
W Polsce objęta ochroną gatunkową ścisłą. Na Czerwonej liście ptaków Polski została sklasyfikowana jako gatunek najmniejszej troski (LC). Według szacunków Monitoringu Pospolitych Ptaków Lęgowych, w latach 2013–2018 populacja rokitniczki na terenie kraju liczyła 290–397 tysięcy par lęgowych.